# 清湖駅
清湖駅（せいこえき）は中華人民共和国深圳市竜華区に位置する竜華線の駅。

## 駅構造

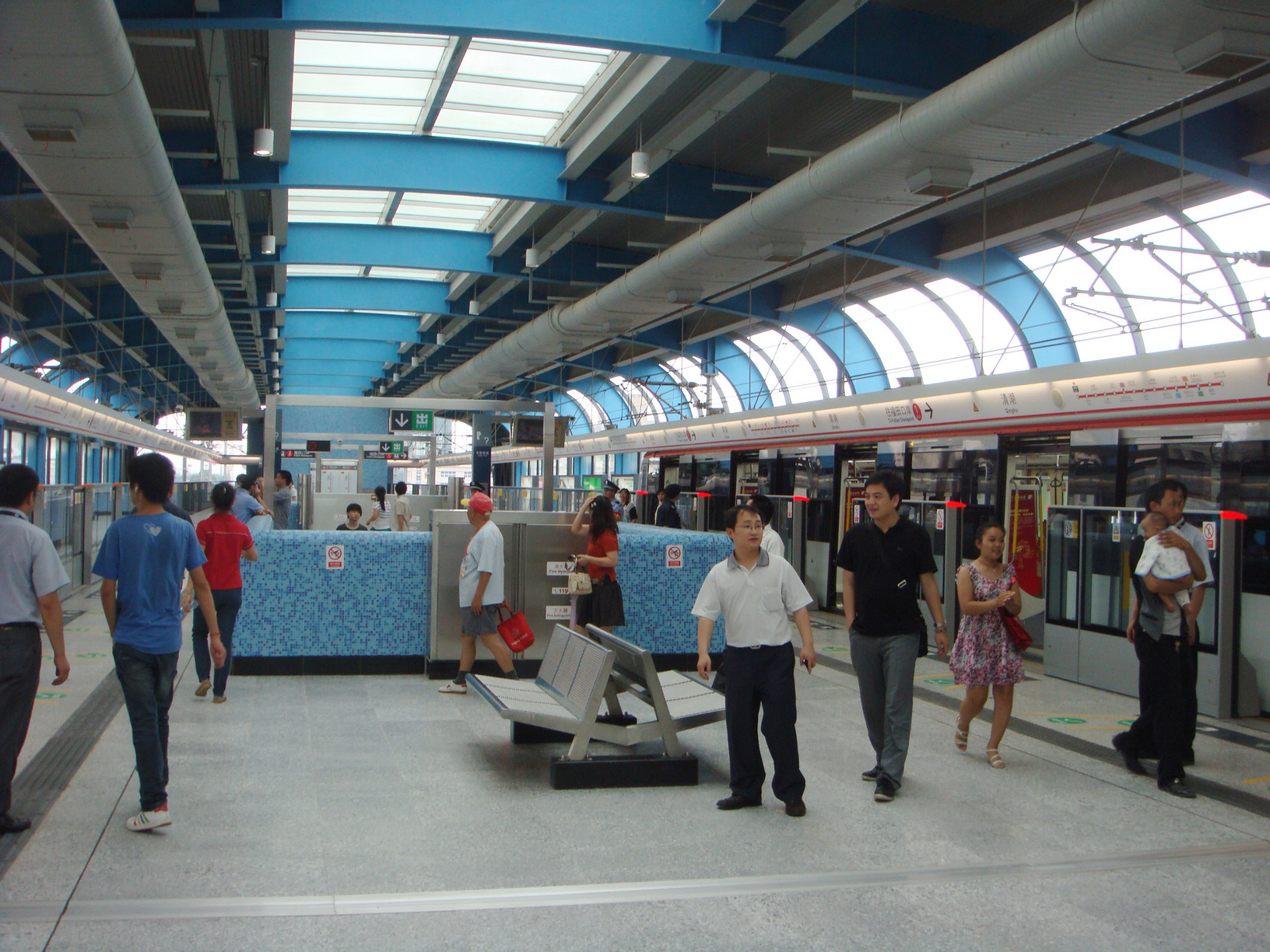
ホーム

島式ホーム2面2線の地上駅。
| 竜華線ホーム (U3F) | ←■竜華線 牛湖方面     |
| 竜華線ホーム (U3F) | 島式ホーム            |
| 竜華線ホーム (U3F) | ■竜華線 福田口岸方面→ |

## 駅周辺
- 大潤発

## 歴史
- 2011年6月16日 - 開業。

## 隣の駅
深圳地下鉄
■竜華線
清湖北駅 - 清湖駅 - 竜華駅